# Roedjak

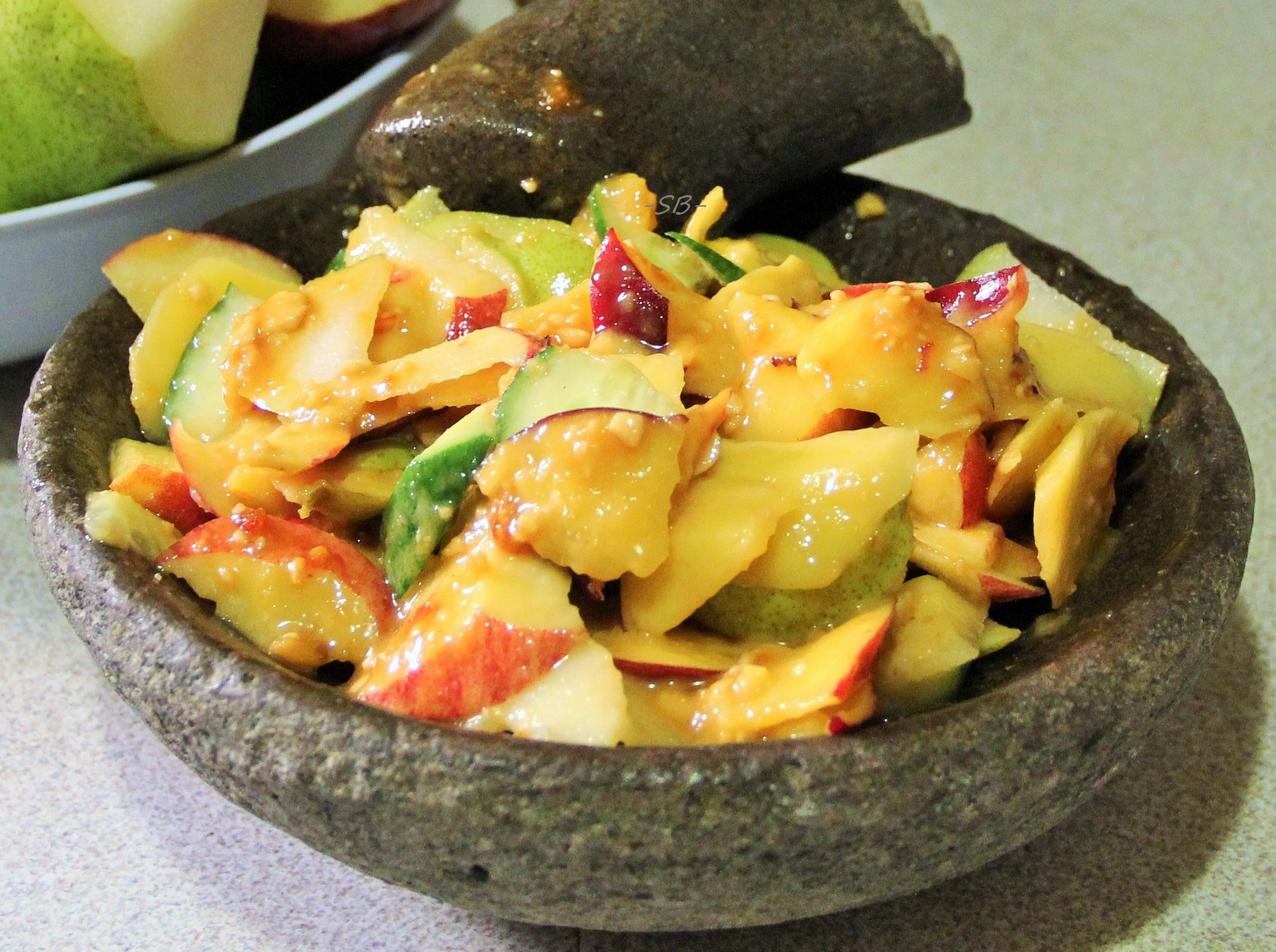
Roedjak manis

Roedjak of rujak is een Indonesische lekkernij, meestal een bijgerecht van de hoofdmaaltijd, bestaand uit fijngesneden onrijpe of halfrijpe vruchten, aangemaakt met een boemboe van azijn, pepers, soja en suiker.

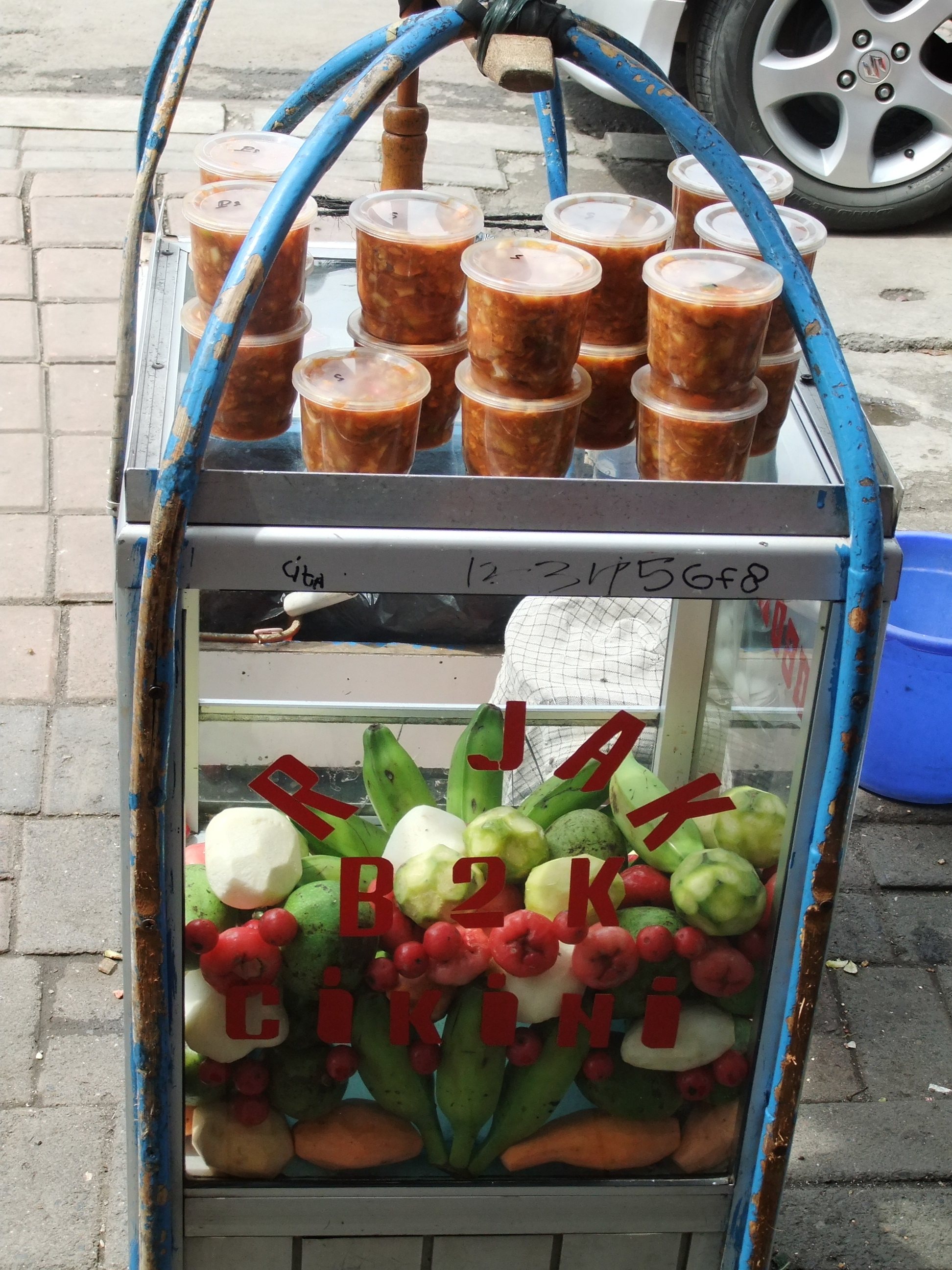
Roedjak bebek

## Roedjak in Indonesië
Roedjak kent in Indonesië vele regionale varianten. Bekend zijn:
- Rujak buah (rujak manis): een salade van in schijfjes of stukjes gesneden tropische vruchten, gedeeltelijk in zure, onrijpe vorm, met een boemboe van water, palmsuiker, tamarinde, pinda's, garnalenpasta en Spaanse pepers
- Rujak cuka: een variant van de Soendaeilanden met gestampt fruit, kool, taugé en komkommer
- Rujak tumbuk (rujak bebek): een gestampte variant van rujak buah, waarbij de saus niet op, maar door het fruit gemengd wordt. Traditioneel wordt het op een bananenblad geserveerd
- Rujak serut: een andere variant van rujak buah met gestampt fruit
- Rujak u' groeh: een salade uit Atjeh met onder meer jonge cocos, onrijpe papaya's en ijs
- Rujak pengantin: een salade met gekookt ei, aardappels, gefriteerde tofoe, ananas, wortels en andere ingrediënten die gedeeltelijk uit de koloniale tijd stammen

## Roedjak in Nederland
In de Indonesische restaurants in Nederland heeft roedjak, als het al op de menukaart voorkomt, meestal niet meer de oorspronkelijke samenstelling.

## Roedjak in Singapore
In Singapore geniet het gerecht (aldaar als rojak geschreven) in het begin van de 21e eeuw een grote geliefdheid. Het werd door CNN als Singapore's lievelingssalade beschreven en staat in de stadstaat op de menu's van meerdere vooraanstaande restaurants met Michelinster.